# Pura Vázquez
Carmen Pura Vázquez Iglesias (Orense, 31 de marzo de 1918 - id., 25 de julio de 2006) fue una poetisa española en lengua gallega y española. Representante de la poesía de posguerra, apostó por una salida lírica y existencialista frente a líneas más combativas. Poeta en gallego y castellano, y hermana de la también escritora Dora Vázquez, se cuenta entre las escritoras gallegas vinculadas a la emigración. Fue la primera mujer que comenzó a publicar en gallego en los periódicos y revistas de Galicia y de la emigración gallega tras la Guerra Civil. También fue una de las pioneras en el campo de la literatura infantil y juvenil.

## Biografía
Nacida en el barrio orensano del Polvorín, se crio en la ciudad de La Coruña desde casi su nacimiento hasta los siete años, cuando regresó con su familia a Orense, después de que su padre, funcionario de Correos, hubiese sido trasladado a esa ciudad. Cursó allí los estudios primarios, el Bachillerato y la carrera de Magisterio. Opositó a maestra y sus primeros destinos fueron diversas localidades de la provincia orensana y luego en las provincias de Segovia, Toledo, Sevilla y Madrid. En Madrid se jubiló en 1985, cuando enviudó, y regresó definitivamente a Orense, donde vivió sus últimos veinte años de vida.
En 1955 viajó por primera vez a Venezuela, donde fue encargada por las autoridades venezolanas de organizar y dirigir un jardín de infancia piloto en Caracas. Un año después, fue llamada por la Universidad Central para ser secretaria de la Escuela de Periodismo, que entonces funcionaba dentro de la Facultad de Letras. Allí también mantuvo contactos con el ámbito literario de la emigración gallega. Regresó a la docencia en España en 1968.

## Trayectoria poética
Comenzó a escribir y publicar desde muy joven, en revistas y prensa gallegas, fundamentalmente orensanas. En 1944 la Diputación Provincial de Orense le publica su primer poemario en castellano. Antes, en 1943, le habían publicado ya personas particulares una edición de 18 ejemplares de otro libro también escrito en castellano, pero que incluía ya nueve poemas en gallego, lo que para aquella fecha era algo insólito. En este idioma publicó también, ya entonces, cuentos y poesías en periódicos y revistas gallegas de Galicia y de la emigración gallega, como en el del Centro Gallego de Buenos Aires.
En 1952 se editó como número dos de la Colección Xistral, su libro Íntimas totalmente ya escrito en gallego. En Galicia, y luego en el resto de España y en Venezuela, siguió publicando poesía, alternando el gallego con el castellano. Posteriormente atravesó un intervalo de cerca de nueve años sin escribir, por motivos familiares y de salud.
Ya jubilada y retornada a la casa familiar de As Mercedes, en Orense, publicó en 1990 y 1991 una antología poética en castellano y otra en gallego, donde recogió parte de la obra había ido editando en todos sus años anteriores. A partir de ese momento, siguió publicando poesía, fundamentalmente en gallego. Muchas de sus obras fueron editadas por ella misma, al margen de editoriales comerciales, y escritas a menudo a cuatro manos con su hermana Dora Vázquez.

## Premios y homenajes
- Académica correspondiente de la Real Academia Gallega desde 1949.
- En 1992 un grupo de mujeres orensanas le dedican un homenaje durante el Día Internacional de la Mujer Trabajadora
- En 1993 recibe el premio de Creación Cultural Femenina otorgado por la Junta de Galicia.

- En 1995 Medalla Castelao[1]

- En 1996 le fue concedido el Premio Trasalba.
- En 2002 recibió el Premio de las Letras y de las Artes de Galicia.
- En 2005 recibió el homenaje de la Asociación de Escritores en Lengua Gallega.
- Desde 2002 la Diputación Provincial de Orense convoca la edición de los premios de narración e ilustración infantil y juvenil Pura y Dora Vázquez. El premio tiene una primera fase de narraciones, y una segunda de ilustración, basada en la narración que obtuvo la victoria en el premio de ese año. En la edición de 2006 la cuantía del galardón era de 3.000 euros para cada una de las categorías.

## Obras
- A saudade e outros poemas, 1963
- O desacougo, 1971
- Monicreques, obra colectiva, 1974
- Oriolos neneiros, obra colectiva, 1975
- Dúas novelas galegas, 1978, donde se incluye su novela Segundo Pereira
- Ronseles, obra colectiva, 1980
- Viaxe ó país dos contos e da poesía, 1985
- Antoloxía, 1991
- Verbas na edra do vento, 1992
- Man que escribiu no mar, 1993
- A carón de min (Nova Antoloxía Poética), 1994
- IV Festival da Poesía no Condado, obra colectiva, 1994
- Desmemoriado río, 1994
- Se digo Ourense, 1994
- Orballa en tempo lento, 1995
- Poesía de Pura Vázquez, 1995
- Os Aldán foron a América, 1996
- Daquelas que cantan. Rosalía na palabra de once escritoras galegas, obra colectiva de una docena de poetas, 1997
- Terra matria dos soños, 1999
- Teatro completo para nenos, obra colectiva, 2000
- Manuel María, obra colectiva de homenaje, 2001
- Náufragos da elexía, 2001
- O mundo máxico das ideas, 2001
- A música dos tempos, 2002
- O frade era galego e outros relatos, 2002
- Sempre irmá. Poesía en tón menor, 2002
- Un niño para xílgaros cantores, 2002

## Producción literaria en castellano
Algunas de sus obras en castellano son:
- Desde la niebla
- Tiempo mío
- Antología poética en castellano
- Zodíaco, opúsculo, 1992
- Los silencios de Alargán, 1994
- Herida soledad hacia lo alto